# Thập niên 830
Thập niên 830 hay thập kỷ 830 chỉ đến những năm từ 830 đến 839.